# George Keppel (3. hrabia Albemarle)

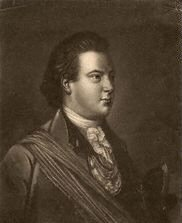
Lord Albemarle

George Keppel (ur. 5 kwietnia 1724, zm. 13 października 1772) – brytyjski arystokrata, polityk i wojskowy, najstarszy syn Willema van Keppela, 2. hrabiego Albemarle, i lady Anne Lennox, córki 1. księcia Richmond i Lennox. Został ochrzczony 4 maja 1724 w kościele St. Martin-in-the-Fields w Londynie.
Był Lordem of the Bedchamber księcia Cumberland. Brał udział w bitwie pod Fontenoy 11 maja 1745 i w bitwie pod Culloden 16 kwietnia 1746. W latach 1746–1754 zasiadał w Izbie Gmin jako reprezentant okręgu Chichester. 1 listopada 1749 został dowódcą 20 pułku pieszego (20th Foot). Po śmierci ojca w 1754 odziedziczył tytuł hrabiego Albemarle i zasiadł w Izbie Lordów.
W latach 1755–1772 był pułkownikiem Regimentu Jego Królewskiej Mości (King's Own Regiment). 1 lutego 1756 został awansowany do rangi generała-majora. 1 kwietnia 1759 otrzymał awans na stopień generała-porucznika. W 1761 otrzymał zarząd nad wyspą Jersey. 28 stycznia tego samego roku wszedł w skład Tajnej Rady. W 1762 dowodził wojskami brytyjskimi, które zdobyły Hawanę i zachodnią Kubę, a następnie przez rok zarządzał okupowanymi terenami. 25 lipca 1771 został kawalerem Orderu Podwiązki. W maju 1772 otrzymał awans na stopień generała.
20 kwietnia 1770 poślubił Anne Miller (zm. 3 lipca 1824), córkę sir Johna Millera, 4. baroneta, i Susan Combe, córki Matthew Combe'a. George i Anne mieli razem jednego syna:
- William Charles Keppel (14 maja 1772 - 30 października 1849), 4. hrabia Albemarle

Lord Albemarle zakupił posiadłość Quidenham za 63 000 funtów. Zmarł w wieku 48 lat z powodu zapalenia jelit. Jego pogrzeb odbył się 22 października 1772 w Quidenham. Tytuł hrabiowski odziedziczył jego jedyny syn.